# Lê Văn Phước
Lê Văn Phước (ur. 15 października 1929) – południowowietnamski kolarz.  Reprezentant Wietnamu Południowego na Letnich Igrzyskach Olimpijskich 1952 w Helsinkach i na Letnich Igrzyskach Olimpijskich 1956 w Melbourne. Na igrzyskach w Helsinkach uczestniczył w wyścigu indywidualnym ze startu wspólnego, w którym nie ukończył wyścigu, natomiast w Melbourne wystąpił w sprincie, w którym odpadł w pierwszej rundzie.